# Даниельсен, Эгиль
Эгиль Даниельсен (норв. Egil Danielsen, 9 ноября 1933 — 29 июля 2019) — норвежский легкоатлет, олимпийский чемпион.
Родился в 1933 году в Хамаре. В 1953—1957 годах был чемпионом Норвегии. В 1956 году на Олимпийских играх в Мельбурне метнул копьё на 85 м 71 см, установив новый мировой рекорд и завоевав золотую медаль; за свои заслуги в 1956 году был избран норвежским спортсменом года. В 1958 году стал серебряным призёром чемпионата Европы. В 1960 году принял участие в Олимпийских играх в Риме, но не завоевал медалей.